# Ксенофілія
Ксенофілі́я (дав.-гр. ξενοφιλία, від дав.-гр. ξένος — чужий, гість та дав.-гр. φιλία, любов, схильність) — психологічне поняття, що означає любов і схильність до невідомих речей і людей, невипробуваних відчуттів. Протилежне до ксенофобії. Може мати також сексуальне трактування — схильність до незвичайних сексуальних партнерів (зокрема, іншої раси або раніше невідомим), незвичайних місць заняття сексом, парафіліям різного роду і т. д.